# Yoram Dinstein
Yoram Dinstein (hebräisch יורם דינשטיין; * 2. Januar 1936 in Tel Aviv, Völkerbundsmandat für Palästina; † 10. Februar 2024) war ein israelischer Professor für Rechtswissenschaft mit dem Schwerpunkt Kriegsvölkerrecht der Universität Tel Aviv und Herausgeber des Israel Yearbook on Human Rights.
In den Jahren 1971 und 1972 versuchte er vergeblich vom israelischen Außenministerium finanzielle Unterstützung zur Gründung eines israelischen Menschenrechtsinstituts in Tel Aviv zu erhalten. Von 1974 bis 1976 war er Leiter der israelischen Sektion von Amnesty International, die er ausbaute, wobei er besonderen Wert auf die israelische Position legte. In dieser Zeit gab es eine besonders enge Verbindung zum Außenministerium und er berichtete regelmäßig seinen früheren Kollegen (er hatte in den 1960er Jahren beim israelischen Generalkonsulat in New York gearbeitet) über die Aktivitäten und Kontakte von Amnesty und stimmte sich mit dem Ministerium ab.
Seit 1971 war er Herausgeber des Israel Yearbook on Human Rights.
Von 1978 bis 1980 war er der Dekan der rechtswissenschaftlichen Fakultät der Universität Tel Aviv. Von 1980 bis 1985 war er Rektor und von 1991 bis 1999 war er Präsident der Universität Tel Aviv. Er war zwischenzeitlich zweimal Professor am Naval War College in Newport (1999/2000 und 2002/2003), Fellow am Max-Planck-Institut für internationales Recht (2000/2001) und Gastprofessor an den Universitäten von New York, Toronto. Er war Mitglied am Institut de Droit international.

## Schriften (Auswahl)
- Oslo Manual on Select Topics of the Law of Armed Conflict – Rules and Commentary. Springer 2020. ISBN 978-3-030-39169-0.
- The Conduct of Hostilities under the Law of International Armed Conflict. Cambridge University Press, 2016, ISBN 978-1-107-11840-9.
- Non-International Armed Conflicts in International Law. Cambridge University Press, 2014, ISBN 978-1-107-05034-1.
- The Progression of International Law – Four Decades of the Israel Yearbook on Human Rights. Nijhoff 2011, ISBN 978-90-04-21911-3.
- The International Law of Belligerent Occupation. Cambridge University Press, 2009, ISBN 978-0-511-50693-2.
- War, Aggression and Self-Defence. Cambridge University Press, 1994.
- Freedom of Religion and the Protection of Religious Minorities. Jacob Blaustein Institute, 1991.
- The Interaction Between Customary International Law And Treaties. Hague Academy of International Law, ISBN 978-90-04-16101-6.
- The Release of Prisoners of War. International Committee of the Red Cross, 1984.
- The Laws of War at Sea. 1980
- The International Law of Belligerent Occupation and Human Rights. 1978
- Consular Immunity from Judicial Process – With Particular Reference to Israel. Institute for Legislative Research and Comparative Law, Jerusalem 1966.
- The Defence of "Obedience to Superior Orders" in International Law. Sijthoff, 1965.